# 垂水市立垂水中学校
垂水市立垂水中学校（たるみずしりつ たるみずちゅうがっこう）は、鹿児島県垂水市南松原町にあった公立中学校である。2010年（平成22年）3月、垂水市立垂水中央中学校へ統合し閉校した。
垂水市立中学校で一番多い学級数および生徒数を誇り、2009年（平成21年）4月1日時点で生徒数は292名であった。

## 校訓
望みの鐘にある4つの誓いを校訓に掲げており、垂中一心を合い言葉に勉学やスポーツに励んでいる。
- 自主（私は自分から進んでやります）
- 協調（私はみんなと協調します）
- 勉学（私は精いっぱい学習に励みます）
- 実践（私は最後までやりぬきます）

## 沿革
- 1947年（昭和22年）5月1日 - 開校
- 1949年（昭和24年）5月2日 - 現住所に移転
- 2006年（平成18年）3月 - 休校となった大野中学校を編入する。
- 2010年（平成22年）3月 - 垂水市立垂水中央中学校への統合によって閉校[1]。

## 部活動
- 野球部
- 女子バレーボール部
- 卓球部
- 剣道部
- ソフトテニス部
- サッカー部
- 美術部
- 吹奏楽部

過去存在した部活動
- 女子バスケットボール部
- 水泳部